# 권선
권선(權善, 1427-1509 , 자- 길보 吉甫)은 용문면 하금곡리 출신이다. 권유손(權幼孫)의 아들이며 대제학 이계전(李季甸)의 사위이다. 본관은 예천이다.
1453년(단종 1) 진사시에 합격한 후 사포서별제(司圃署別提)가 되었다. 1498년(연산군 4년) 무오사화 때 아들 권오복(權五福)이 사형을 당하자, 광양(光陽)으로 귀양을 갔다. 1506년(중종 1년) 중종반정 때 사면되어 고향 하금곡리로 돌아왔으며, 무덤은 예천읍 생천리 제동(堤洞)에 있다.
권선(權善)은 권오행(權五行), 권오기(權五紀), 권오복(權五福), 권오륜(權五倫), 권오상(權五常) 5형제를 두었는데 모두 벼슬에 올라 예천 권씨을 오복문이라고 부르기도 하였다.